# Луций Корнелий Лентул (сенатор)
Вижте пояснителната страница за други личности с името Луций Корнелий Лентул.
Луций Корнелий Лентул (на латински: Lucius Cornelius Lentulus) е сенатор на Римската република.
Той е първият от фамилията Лентули, който става сенатор. Участва в борбата против Брен и галите през 387 пр.н.е., когато навлизат в Рим.
Баща е на Луций Корнелий Лентул (консул 327 пр.н.е.). Дядо е на Сервий Корнелий Лентул (консул 303 пр.н.е.).